# Tomonori Tateishi
Tomonori Tateishi (jap. 立石 智紀, Tateishi Tomonori; * 22. April 1974 in der Präfektur Chiba) ist ein ehemaliger japanischer Fußballspieler.

## Karriere
Tateishi erlernte das Fußballspielen in der Schulmannschaft der Horikoshi High School. Seinen ersten Vertrag unterschrieb er 1993 bei JEF United Ichihara (heute: JEF United Chiba). Der Verein spielte in der höchsten Liga des Landes, der J1 League. 1998 wurde er an den Erstligisten Avispa Fukuoka ausgeliehen. 1999 kehrte er nach JEF United Ichihara zurück. 2005 und 2006 gewann er mit dem Verein den J.League Cup. Für den Verein absolvierte er 103 Erstligaspiele. Ende 2008 beendete er seine Karriere als Fußballspieler.

## Erfolge
JEF United Chiba
- J.League Cup

Sieger: 2005, 2006